# Президенти-Эпитасиу
Президенти-Эпитасиу (порт. Presidente Epitácio)  —  муниципалитет в Бразилии, входит в штат Сан-Паулу. Составная часть мезорегиона Президенти-Пруденти. Входит в экономико-статистический  микрорегион Президенти-Пруденти. Население составляет 39 403 человека на 2007 год. Занимает площадь 1 281,779 км². Плотность населения — 30,7 чел./км².

## История
Город основан 1 января 1907 года.

## Статистика
- Валовой внутренний продукт на 2003 составляет 241.877.044,00 реалов (данные: Бразильский институт географии и статистики).
- Валовой внутренний продукт на душу населения на 2003 составляет 5.888,24 реалов (данные: Бразильский институт географии и статистики).
- Индекс развития человеческого потенциала на 2000 составляет 0,766 (данные: Программа развития ООН).

## География
Климат местности: тропический. В соответствии с классификацией Кёппена, климат относится к категории Cfa.